# 農中証券
農中証券株式会社（のうちゅうしょうけん）は、かつて存在した証券会社。

## 概説
農林中央金庫が100%出資する子会社として、1993年7月2日に設立された。
2003年3月20日、親会社の弁済にあてることを告知せず有価証券の売却を行った法令違反があるとして、金融庁が業務改善命令の行政処分を行う。
2004年3月に、農中証券株式会社の営業全部を（旧）みずほ証券に営業譲渡。その後、同年9月14日には、親会社の農林中央金庫によるみずほ証券への資本参加がされている。